# بوزاو

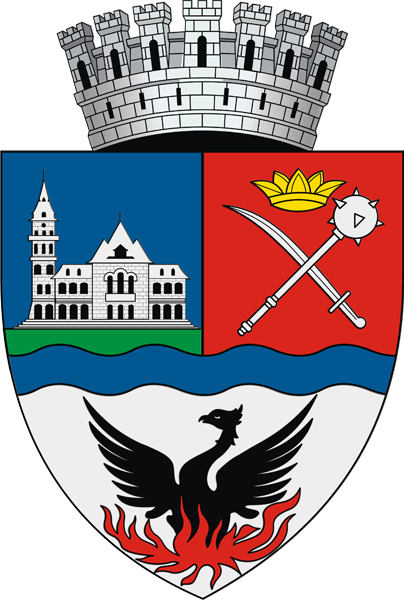
شعار المدينة

بوزاو, مدينة جنوبي غربي رومانيا (بالرومانية: Buzău) عاصمة اقليم الذي يحمل نفس الاسم, وتقع على نهر الذي يحمل أيضا الاسم نفسه, يعود تاريخ منشأ المدينة إلى عام 376م حيث كانت تجمع زراعي كسوق لبيع المنتجات, ثم تطورت لتكون مركز الأسقفية الأورثوذكسية في العصور الوسطى. عدد سكانها 135.000 نسمة (2002).

## توأمة
لبوزاو اتفاقيات توأمة مع كل من:
- اودانارد
- آغيوس ديمتريوس
- باوجى

## أعلام
- دوميترو دان
- إيلينا أودريا
- ألكساندرو مارغيلومان
- دي جي صاوه
- بوجدان دينو
- ميرسيا دوبريسكو